# استرپتوکوک اینترمدیوس
استرپتوکوک اینترمدیوس (نام علمی: Streptococcus intermedius)، عضو گروه استرپتوکوک آنژینوسوس (گروه میلری) از باکتری‌های گرم مثبت است که به صورت کوکسی‌های زنجیره‌ای یا جفتی رشد می‌کند. این باکتری به‌طور معمول به عنوان بخشی از میکروبیوتای نرمال در دهان، دستگاه گوارش و دستگاه تناسلی زنان یافت می‌شود، اما قادر است در شرایط خاص باعث عفونت‌های چرکی عمیق شود.

## ویژگی‌های میکروبیولوژیک
- شکل و رنگ‌آمیزی: کوکسی‌های گرد با قطر ۰٫۵–۱ میکرومتر، گرم مثبت، غیرمتحرک و بدون اسپور.
- محیط کشت: کلونی‌های کوچک (۱–۲ میلی‌متر) با همولیز آلفا یا گاما روی آگار خوندار.
- تست‌های بیوشیمیایی:

- کاتالاز منفی.  
- تخمیر ترهالوز و اینولین مثبت.  
- تولید آنزیم‌های هیالورونیداز و DNase.

## بیماری‌زایی
استرپتوکوک اینترمدیوس به دلیل تولید عوامل ویرولانس زیر، پاتوژن فرصت‌طلب محسوب می‌شود:  
- هیالورونیداز: تجزیه ماتریکس خارج سلولی میزبان.
- پروتئازها: تخریب بافت‌ها.
- بیوفیلم: تشکیل جوامع باکتریایی مقاوم به آنتی‌بیوتیک.

### عفونت‌های شایع

#### آبسه‌های عمیق
- آبسه مغزی (۶۰–۷۰٪ موارد مرتبط با گروه میلری).  
- آبسه کبدی و ریوی.  

#### عفونت‌های دهانی
- پریودونتیت پیشرفته.  
- آبسه پریودنتال.  

#### عفونت‌های فرصت‌طلب
- اندوکاردیت در بیماران دارای نقص ایمنی.  
- استئومیلیت.

## تشخیص آزمایشگاهی
- میکروسکوپی: مشاهده کوکسی‌های گرم مثبت در نمونه چرک.
- کشت: رشد در محیط شکلات آگار با ۵٪ CO₂ پس از ۴۸ ساعت.
- تشخیص مولکولی:

- PCR با پرایمرهای اختصاصی ژن groEL.  
- توالی‌یابی ژن 16S rRNA.

## درمان
- درمان اولیه: پنی‌سیلین G (۸۰٪ سویه‌ها حساس) همراه با مترونیدازول برای آبسه‌ها.
- در موارد مقاومت: وانکومایسین یا سفتریاکسون.
- درمان جراحی: تخلیه آبسه در عفونت‌های عمیق.[۵]

## پیشگیری
- رعایت بهداشت دهان و دندان.
- استفاده از آنتی‌بیوتیک پیشگیرانه قبل از جراحی‌های دندانی در بیماران پرخطر.